# Apparato zonulare di Zinn

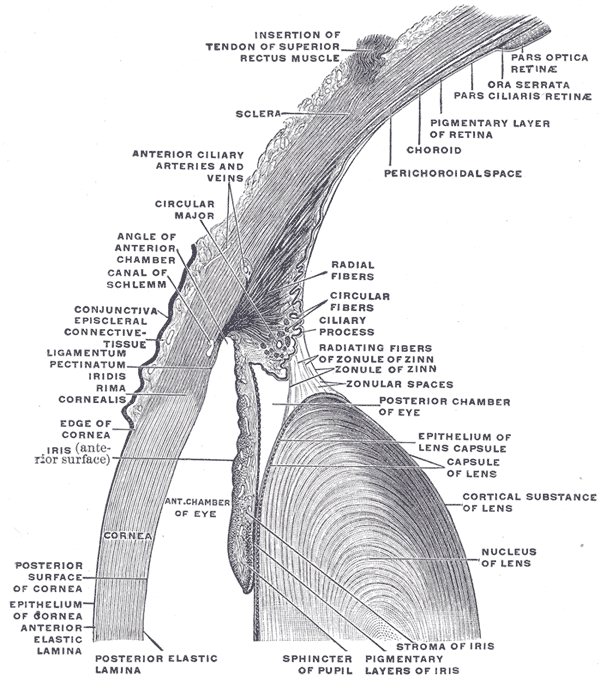
Sezione schematica dell'apparato zonulare

L'apparato zonulare di Zinn, noto anche come zonula ciliare o apparato sospensore del cristallino, è un sistema di fibre tese fra il cristallino e il corpo ciliare. Prende il nome dallo scopritore Johann Gottfried Zinn.

## Anatomia
Le fibre zonulari si dispongono a raggiera intorno all'equatore lenticolare, sulla membrana pericapsulare, formando un anello a sezione triangolare che si inarca seguendo la curva del bulbo oculare, fino a inserirsi con un vertice molto acuto nell'ora serrata; definisce quindi il confine posteriore della camera posteriore. I filamenti, che hanno un diametro medio di 5 µm, originano sia dall'ora serrata (orbicolo- capsulari posteriori e anteriori), sia dall'epitelio chiaro dei processi ciliari (cilio-capsulari posteriori e cilio-equatoriali). Le fibre non sono molto fitte, ma lasciano una serie di spazi interstiziali vicino al cristallino, che vengono chiamati canale di Petit, in cui s'infiltra l'umor acqueo.

## Fisiologia
Tali fibre hanno funzione principale di sostegno e mantenimento della posizione del cristallino, anche se esistono anche fibre di supporto al muscolo sospensore: in stato di riposo del muscolo ciliare, le fibre si tendono, distendendo il cristallino in senso radiale; con la contrazione del muscolo, le fibre si rilasciano. Le fibre sono più elastiche e spesse nei giovani, e perdono progressivamente robustezza ed elasticità con l'avanzare dell'età.

## Patologia
Alcune patologie, come la sindrome di Marfan, provocano delle alterazioni della zonula che hanno come conseguenza una sublussazione del cristallino, un decentramento della lente, e di conseguenza problemi visivi anche gravi.